# Artiom Zanin
Artiom Jewgienijewicz Zanin (ros. Артём Евгеньевич Занин; ur. 13 listopada 1986 w Petersburgu) – rosyjski szablista, złoty medalista mistrzostw świata.
W 2006 roku zdobył złoty medal drużynowo na mistrzostwach świata juniorów w Taebaek.
Podczas mistrzostw świata w Paryżu w 2010 roku Rosjanie w składzie: Nikołaj Kowalow, Wieniamin Rieszetnikow, Aleksiej Jakimienko i Artiom Zanin zdobyli drużynowo złoty medal. W rywalizacji indywidualnej zajął tam 53. miejsce.
Nigdy nie wziął udziału w igrzyskach olimpijskich.